# 샘 해밍턴
샘 해밍턴(영어: Sam Hammington, 본명: 새뮤얼 마이어 러스 해밍턴(영어: Samuel Mayer Russ Hammington), 1977년 7월 31일~)은 대한민국에서 활동하는 뉴질랜드계 오스트레일리아인 희극 배우이자 방송인이다. 오스트레일리아에서 어린이 배우로 활동한 적도 있다.

## 성장 과정 및 경력
1977년 뉴질랜드에서 태어났다. 어머니 잰 러스(Jan Russ)는 오스트레일리아의 캐스팅 디렉터이며, 아버지는 뉴질랜드인이다. 아버지는 웰링턴에서 식당을 운영하면서 인테리어 디자이너로 활동하였다. 어머니가 방송인이었기 때문에, 샘 해밍턴은 어릴때부터 《홀리데이 아일랜드》 등 여러 TV 시리즈에 출연하였다. 유소년기에는 세인트 마틴스 시어터에서 연기 공부를 하였다. 그의 아버지는 게이였으며 부모님은 샘 해밍턴이 7살 때부터 별거하였고, 10살이 되던 해 이혼했다. 1997년에 스윈번 공과대학교에서 마케팅과 한국어를 공부하였으며, 대학교 내 미식축구 선수로도 활동하였다.
1998년 고려대학교 교환학생으로 처음 대한민국을 방문하였으며, 1999년까지 대한민국의 문화, 정치, 역사 등을 공부하였다. 이 후 B형 간염 때문에 오스트레일리아로 귀국해 치료를 받았고, 2002년 2월부터 한국에 둥지를 틀기 시작했고 동년의 SBS 한일 월드컵 특집 프로그램에서 리포터로 출연하여 처음 방송계에 입문하였으며, 그 후 여러 TV쇼에 출연하기 시작하였다. 2003년에는 영국계 건설회사에서 일하기도 하였고, 《개그콘서트》에서 개그맨으로 활동하기도 하였다. 2004년, 그의 아버지가 뇌출혈로 사망하였을 때는 뉴질랜드 웰링턴으로 돌아갔었다. 이후, 다시 한국에서 활동 중이다.
2013년 MBC에서 방영된 진짜 사나이에 출연하여 큰 인기를 끌며 데뷔 이래 최고의 전성기를 맞았다.
그리고 2013년 10월 19일에는 서울 용산에 있는 전쟁기념관 궁중의례원에서 한국인 여자친구 정유미씨와 전통혼례를 올리고, 10월 26일에는 오스트레일리아 멜버른에 위치한 동물원에서 결혼식을 특별히 한번 더 올리기도 했다. 정유미와는 1997년 만나 2년 뒤인 1999년 이미 혼인신고를 해둔 상태여서 법적으로는 이미 부부인 상태였다. 그리고 2016년 7월 12일 그의 아내 정유미가 서울 강남의 한 산부인과에서 3.46kg의 건강한 사내아이를 출산했다. 아기의 태명은 킹콩이며, 아버지의 성함을 따 아들에게 윌리엄이라는 이름을 지어줬다. 한국이름은 정태오다. 그리고 2016년 10월 30일에는 슈퍼맨이 돌아왔다에서 기태영과 함께 출연하게 되었다가 시청자들의 많은 인기에 힘입어 특별게스트에서 정규 고정 멤버로 현재까지 출연하게 되었다. 2017년 11월 둘째를 득남하였다. 아기의 태명은 띵똥이이며 이름은 벤틀리로 지어졌다. 한국 이름은 정우성이다.

## 학력
- 스윈번 공과대학교 (학사)

## 출연 작품

### 드라마 & 시트콤
| 연도   | 제목                    | 방송 채널 | 역할                      | 비고                                          |
| ------ | ----------------------- | --------- | ------------------------- | --------------------------------------------- |
| 2001년 | 명성황후                | KBS2      | 루시어스 푸트 역          | 단역                                          |
| 2004년 | 결혼하고 싶은 여자      | MBC       | 이탈리안 요리사 역        | 15화중- 대사 "good job. very good. exellent." |
| 2008년 | 오포졸                  | OBS       | 해맬 역                   | 17화 해맬표류기                               |
| 2013년 | 세상에서 가장 위대한 일 | MBC       | 샘 역                     | 추석특집 드라마                               |
| 2014년 | 식샤를 합시다           | tvN       | 간장게장식당 사장 역      | 12화 사랑의 맛... 달콤 쌉싸름                 |
| 2014년 | 꽃할배 수사대           | tvN       | 러시아인 은행강도 역      | 1화 (특별출연)                                |
| 2015년 | 칠전팔기 구해라         | Mnet      | 샘 역                     | 3화                                           |
| 2015년 | 후아유 - 학교 2015      | KBS2      | 샘 해밍턴 역              | 15화 (특별출연)                               |
| 2017년 | 훈장 오순남             | MBC       | 샘 해밍턴 역              |                                               |
| 2017년 | 너의 등짝에 스매싱      | TV조선    | 존 역                     | 5화                                           |
| 2020   | 좀비탐정                | KBS2      | 정육점 사장 역            | (첫째아들 윌리엄과 동반출연)                  |
| 2021   | 오케이 광자매           | KBS2      | 변호와 만나는 육아 전문가 | (윌리엄, 벤틀리와 특별출연)                   |

### 오스트레일리아(호주) 텔레비전
| 연도   | 제목                                  | 역할                            | 비고                                  |
| ------ | ------------------------------------- | ------------------------------- | ------------------------------------- |
| 1981년 | 홀리데이 아일랜드 (Holiday Island)    | 앤드루 올스턴 (Andrew Alston)   | 시즌1 제12화 "The Best of Everything" |
| 1983년 | 올 더 리버스 런 (All the Rivers Run)  | 고든 에드워즈 (Gordon Edwards)  |                                       |
| 1983년 | 네이버스 (Neighbours)                 | 마이클 마틴 (Michael Martin)    | 시즌1 제147화, 제153화                |
| 1983년 | 더 플라잉 닥터스 (The Flying Doctors) | 리처드 코너스 (Richard Connors) | 시즌7 제5화 "A Rural Education"       |

### 영화
| 연도   | 제목                    | 역할            | 비고        |
| ------ | ----------------------- | --------------- | ----------- |
| 2002년 | 재밌는 영화             | 보트의 군인     | 목소리 출연 |
| 2005년 | 남극일기                | 영국 탐험대원 1 | 목소리 출연 |
| 2014년 | 개를 훔치는 완벽한 방법 | 원어민선생님    |             |
| 2015년 | 헬머니                  | 영어강사        | 특별출연    |

### TV 예능 프로그램
- SBS 진실게임 (2003)
- SBS 외국인 대설전 (2004)
- MBC 신비한TV 서프라이즈 (2005 ~ 2006)
- KBS2 개그콘서트
  - 월드뉴스 (2005)
  - 하류인생 (2005)
  - 발레리NO (2013, 특별 출연)
  - 웰컴 투 코리아 (2015, 특별 출연)
- SBS TV 영어마을 (2005 ~ 2007)
- SBS 생방송 투데이 (2006,2007)
- MBC 기분좋은 날 (2006,2012)
- KBS2 폭소클럽 2 (2007)
- MBC 무릎팍 도사 (2007,2013)
- KTV 이노베이션 코리아 (2007)
- KBS Prime 업그레이드 코리아 3 (2007)
- KBS1 가족 오락관 (2007, 2008)
- MBC 놀러와 (2010)
- KBS Joy 쿠킹올림픽 고추장 (2010)
- KBS2 퀴즈쇼 사총사 (2012)
- tvN 코미디 빅리그 시즌 2[2] (2012)
- KBS2 스펀지 0 (2012)
- JTBC 대한민국 교육위원회 시즌 1 (2012)
- tvN 쿨까당 (2012 ~ 2013)
- 채널A 웰컴 투 돈월드 (2013)
- MBN 토크대발견 보물섬 (2013)
- JTBC 당신을 구하는 TV, 우리는 형사다 (2013)
- TV조선 모녀기타 (2013)
- MBC 일밤 : 진짜 사나이 (2013)
- 《강연 100℃》 - (KBS 1TV) 2013년 5월 5일
  - 강연주제 : 복불복(福不福)
  - 공감온도 : 94°C
- JTBC 신의 한 수 (2013)
- tvN SNL 코리아 (2013)
- TV조선 글로벌토크쇼 헬로헬로 (2013)
- tvN 현장 토크쇼 택시 (2013)
- XTM 탑 기어 코리아 시즌 4 (2013)
- KBS2 해피투게더 시즌 3 (2013)
- MBC 블라인드 테스트쇼 180도 (2013)
- QTV 어럽쇼 (2013)
- KBS2 가족의 품격 풀하우스 (2013)
- MBC 스타 다이빙 쇼 스플래시 (2013)
- JTBC 마녀사냥 (2013)
- KBS2 세대공감 토요일 (2013년 8월 31일) - 개그맨 조원석과 함께 출연
- tvN 섬마을 쌤 (2013)
- KBS2 유희열의 스케치북 (2013)
- KBS2 인간의 조건 (2013,2014)
- MBC 스토리쇼 화수분 (2013)
- KBS2 슈퍼독 (2013)
- MBC 코미디에 빠지다 (2013)
- MBC 1억년 뿔공룡의 비밀 (2014)
- SBS 스타주니어쇼 붕어빵 (2014)
- KBS1 도전! 골든벨 (2014)
- tvN 고래전쟁 (2014)
- MBC 7인의 식객 (2014)
- KBS W 시청률의 제왕 (2014)
- MBC 띠동갑내기 과외하기 (2014)
- JTBC 《비정상회담》 (2014)
- MBC 《건강보감 리턴즈 (2014)
- XTM 《주먹이 운다 - 용쟁호투》 (2014)
- KBS2 《나는 남자다》 (2014)
- 올'리브 《한食대첩 2》 (2014)
- SBS 《오! 마이 베이비》 (2014)
- JTBC 《히든싱어 시즌 3》 (2014)
- KBS1 《세상에서 가장 신나는 축제, 농악》 (2014)
- JTBC 《백만장자 엘리베이터》 (2014)
- MBC 《띠동갑내기 과외하기》 (2014)
- tvN 《언제나 칸타레》 (2014)
- MBC EVERY1 《정의본색》 (2014)
- SBS 《정글의 법칙》 (2015)
- KBS2 《우리동네 예체능》 (2015)
- SBS 《놀라운 대회 스타킹: 유승옥 프로젝트 10주의 기적》 (2015)
- 채널A 《잘 살아보세》 (2015)
- KBS2 《1박 2일》 (2015)
- KBS2 《인간의 조건 2》 (2015)
- SBS 《잘먹고 잘 사는법, 식사하셨어요》 (2015)
- SBS 《자기야 백년손님》 (2015)
- JTBC 《학교 다녀오겠습니다》 (2015)
- MBC 《찾아라! 맛있는 TV》 (2016)
- tvN 《뇌섹시대 - 문제적남자》 (2016)
- MBC 《이경규의 요리원정대》 (2016)
- 코미디TV 《맛있는 녀석들》 (2016)
- KBS2 《출발드림팀 시즌 2》 (2016)
- SBS 《동상이몽, 괜찮아 괜찮아》 (2016)
- SBS 《자기야 백년손님》 (2016)
- KBS1 《특집 체험! 문화유산원정대》 (2016)
- KBS2 《배틀 트립》 (2016)
- 채널A 《개밥 주는 남자》 (2016)
- KBS2 《슈퍼맨이 돌아왔다》 (2016 ~ 2021)
- EBS1 《스마트과학 퀴즈쇼-간다면 간다》 (2016)
- 동아TV 《맛집남 시즌 1》 (2016)
- 동아TV 《맛집남 시즌 2》 (2016)
- 채널A 《아빠본색》 (2017)
- tvN 《편의점을 털어라》 (2017)
- TV조선 《얼마예요?》 (2017)
- MBN 《친한 예능》 (2020년)
- KBS1 《역사저널 그날》(2022년)-엘라자베스 2세 에피소드. 영국 여왕 즉위 70주년 기획(1)엘리자베스 2세가 여왕이 되다
- JTBC 《글로벌 퇴슐랭, 퇴근 후 한 끼》(2023년)
- MBC 《라디오스타》 (2023년)
- JTBC 《한문철의 블랙박스 리뷰 한블리》 (2024년)

## CF
- LG U+ - 신개념 데이터백 편 (2013)
- 청정원 - 순창고추장 청순 한마디 편 (2013)
- 티몬 - 비교할수록 쇼핑을 티몬 편 (2013)
- 롯데제과 - 빼빼로 (2013)
- SPC - 배스킨라빈스 (2013)
- 보건복지부 - 좋은 술자리 캠페인: 진짜사나이 (2013)
- 비자카드 - Travel Happy (2013)
- 윤선생영어교실 - 윤선생 스마트 학습법 (2013)
- 한화생명 - 샘해밍턴의 따뜻한 잔소리 (2013)
- 천호식품 - 마늘과학 (2014)
- DB손해보험 - 프로미카 (2014), 다이렉트 Baby in car (2017)
- 와치독스 2 - 한국 로컬라이징 (2016)
- Le avec - 르아베크 모닝비아 (2017)
- 끄레델 - 시크 카시트 (2018)
- LG U+ - U+ TV 아이들나라 2.0 (2018)
- 7번가피자 - (2019)
- 머니브레인 - 스픽나우AI (2020)
- 서울우유 - (2020)

## 인터넷
- 유스트림 디스보이즈

## 음반

### 싱글 음반
- 이태원 이장님 (2013년)

디스보이즈
- 꿀꺽 (2013년)
- 아자! 아자! 아리랑 (2014년)

### 참여 음반
- 유승우 - 유후(U Who?) (Feat. 샘 해밍턴)

## 라디오
- 아리랑 라디오 라이프 매거진
- 아리랑 라디오 브렉퍼스트 클럽
- TBS eFM Drivetime (2008 ~ 2012)[3]
- SBS 파워FM 배성재의 텐: 2024년 11월 25일 스페셜 게스트

## 뮤직 비디오
- 달샤벳 - 내 다리를 봐 (2013)
- 디스보이즈 - 꿀꺽 (2013)
- 로맨틱멜로디초비 - 섬마을 순정 (2014)
- 이민우 - Taxi (2014)
- 토니안 - Melody (2007)

## 홍보대사
- 선플달기운동 홍보대사
- 경북문경세계군인체육대회 홍보대사
- 경기도 나눔홍보대사
- 호주 홍보대사
- 한국소프트웨어저작권협회 시샘 홍보대사
- 한국 축구 초중고리그 홍보대사
- 해양 경찰 홍보대사
- 서울시 홍보대사

## 논란

### 아내의 동물학대
아내 정유미 씨가 개를 장난감으로 취급하여 물의를 빚었다.

## 수상 경력
- 2013 MBC 방송연예대상 쇼버라이어티부문 남자 신인상
- 2013 MBC 방송연예대상 구멍상
- 2013 OBS 핫아이콘상
- 2014 MBC 방송연예대상 우정상
- 2014 대한민국 육군 홍보대상
- 2015 대한민국 문화연예대상 글로벌스타상
- 2018 KBS 연예대상 버라이어티 부문 최우수상
- 2019 KBS 연예대상 대상 《슈퍼맨이 돌아왔다》